# مرو
مَرو (ماری) (به ترکمنی: Mary) مرکز استان مرو در ترکمنستان است و در انتهای جنوبی بیابان قره قوم و به فاصلهٔ نود مایلی شمال شرقی سرخس واقع است و از رود مرغاب (مرورود) مشروب می‌شود. بر اساس گزارش قومی جمعیتی شوروی، واحه مرو از اقوام مختلفی مانند ترکمن‌ها، ارامنه و روس‌ها و تاجیک‌ها تشکیل شده است.

## تاریخ
شهر کنونی مرو (ماری) پیشینهٔ تاریخی چندانی ندارد. این شهر توسط نیروهای روسیه تزاری در ۳۰ کیلومتری ویرانه‌های مرو (شهر باستانی) ایجاد شد. در زمان شوروی گسترش پیدا کرد و به یکی از صنعتی‌ترین شهرهای آسیای میانه تبدیل شد.

## نگارخانه

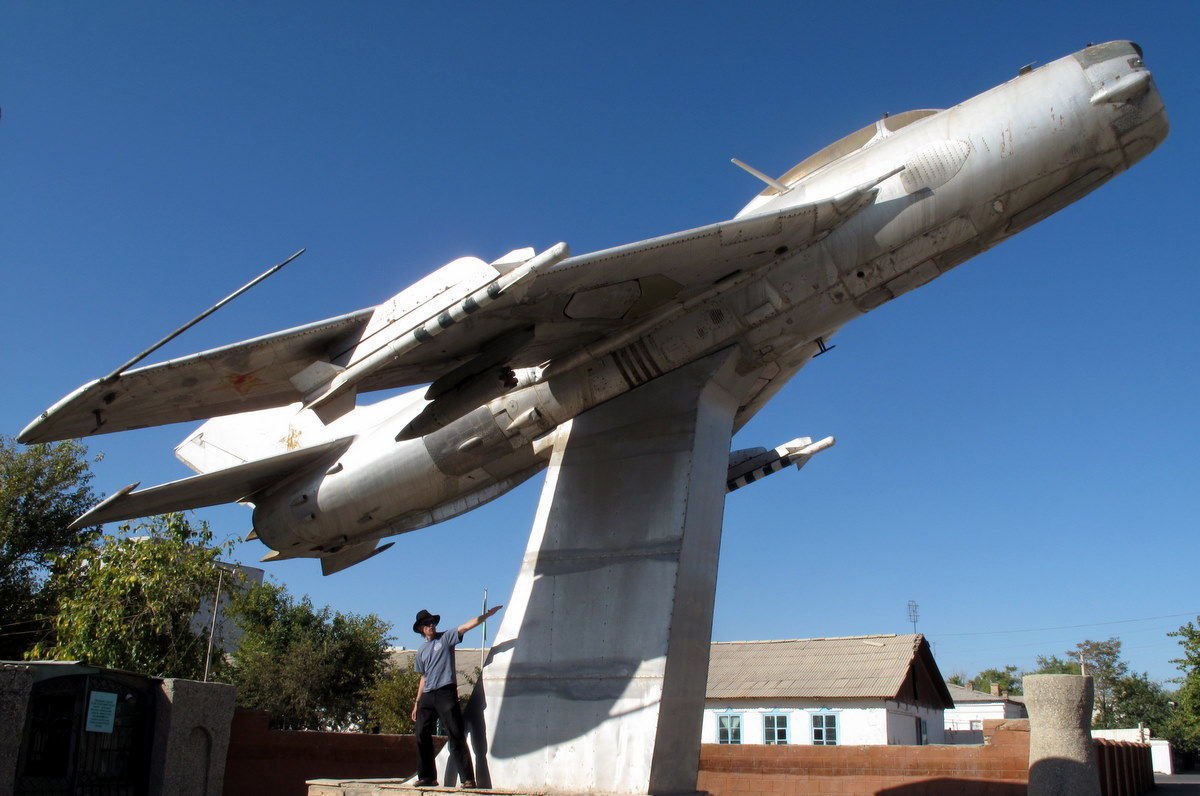
یادبود میگ در مرو
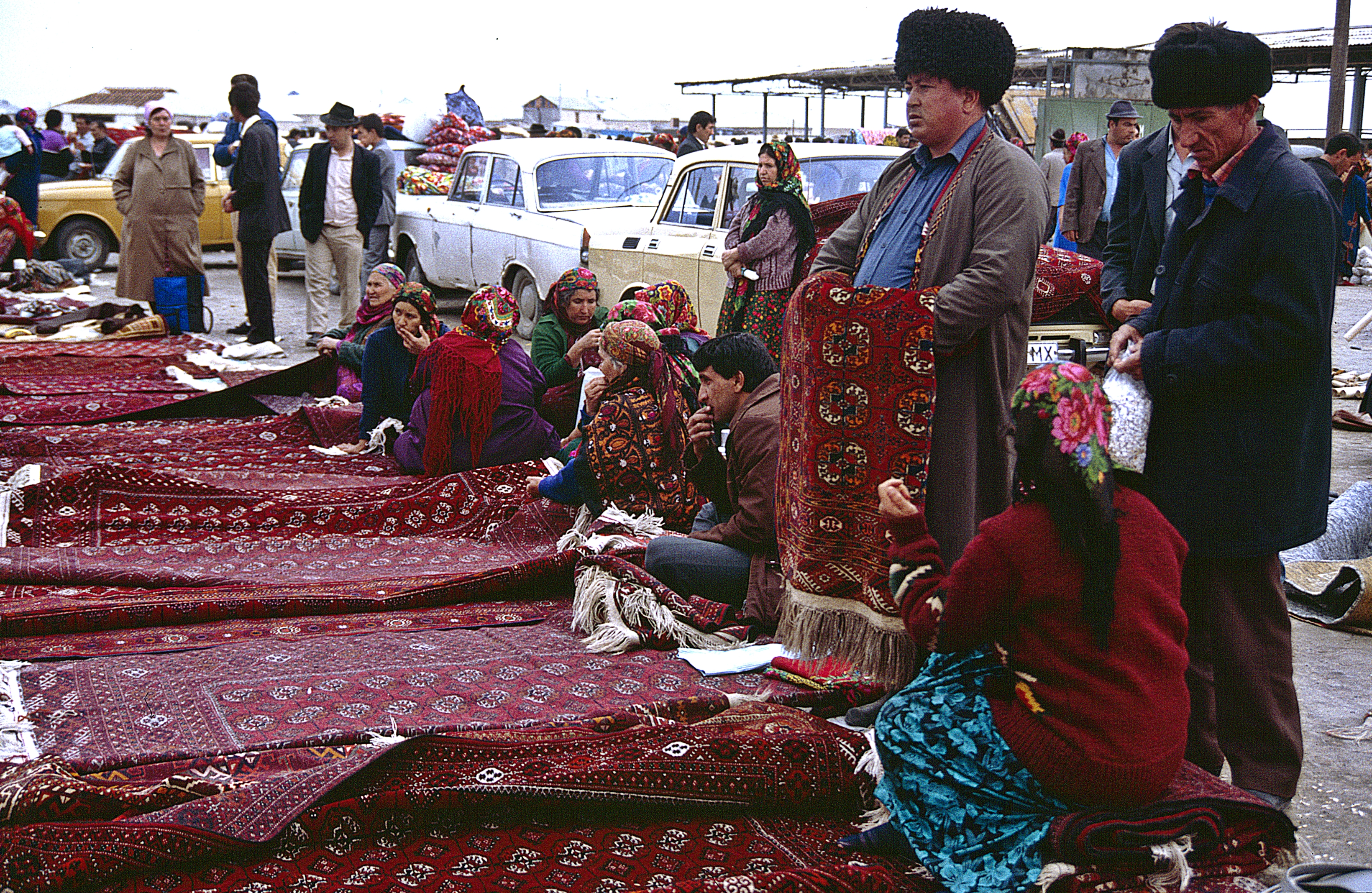
بازاری در مرو، ۱۹۹۲
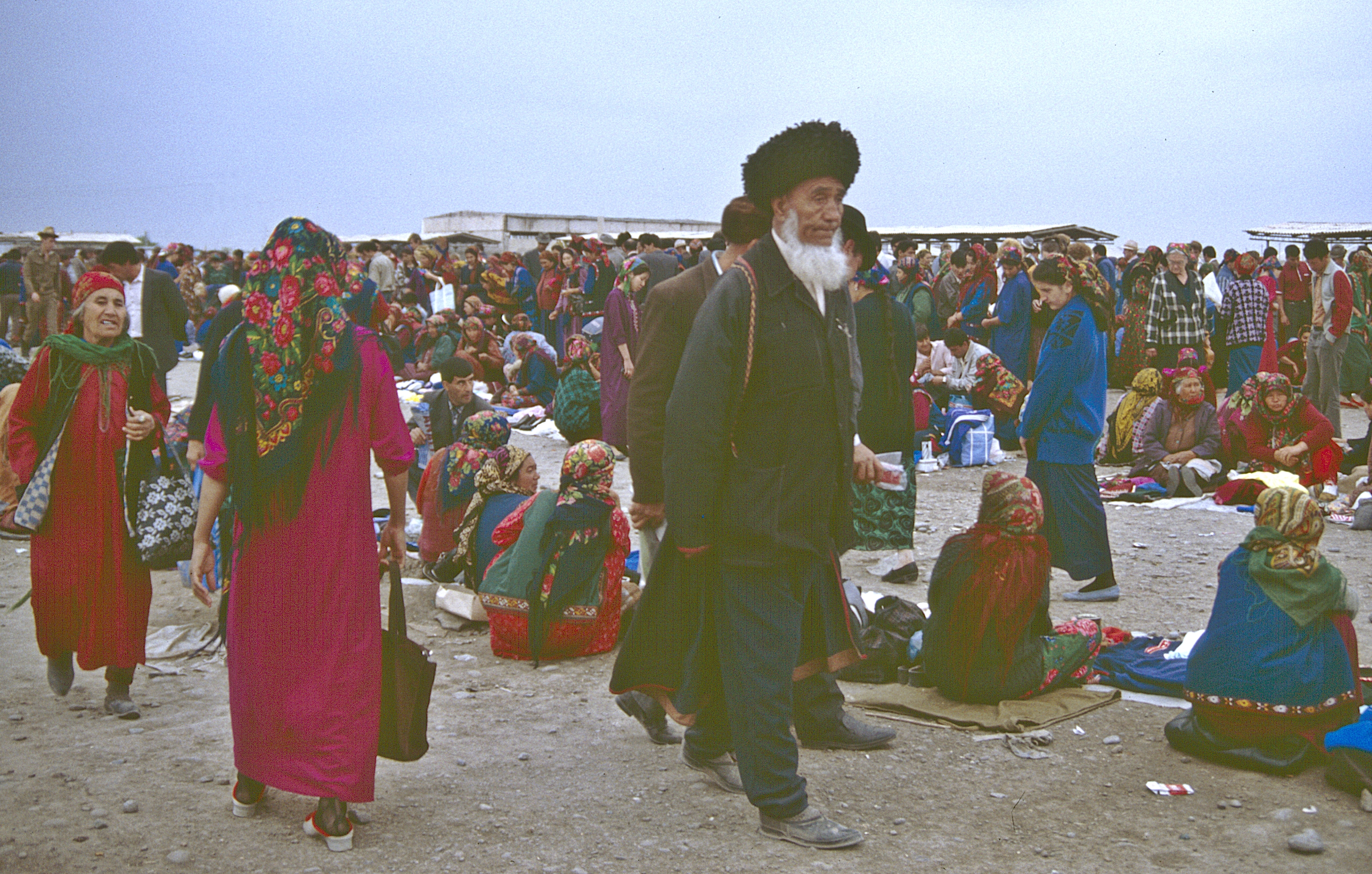
بازاری در مرو، ۱۹۹۲
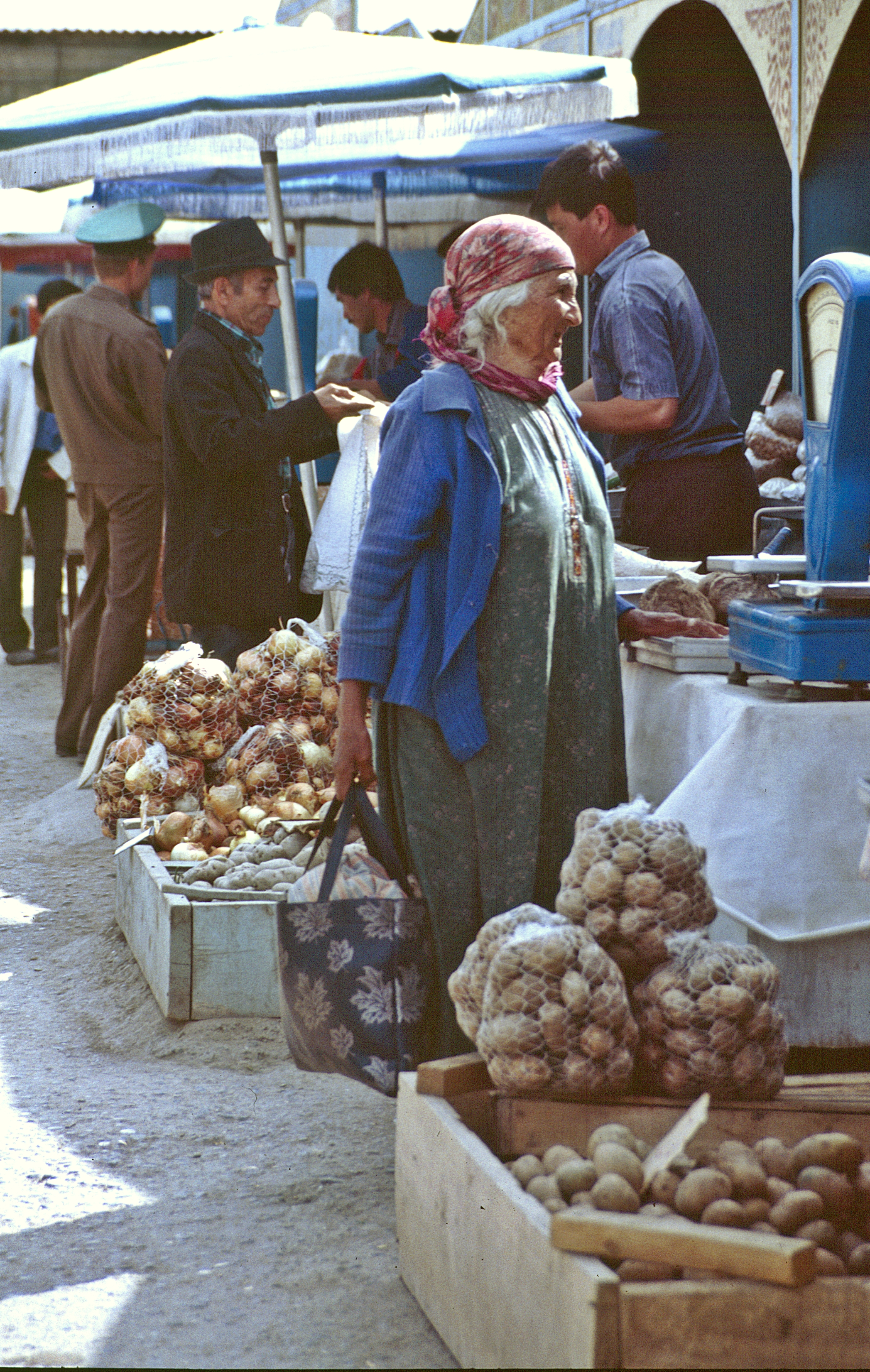
بازاری در مرو، ۱۹۹۲
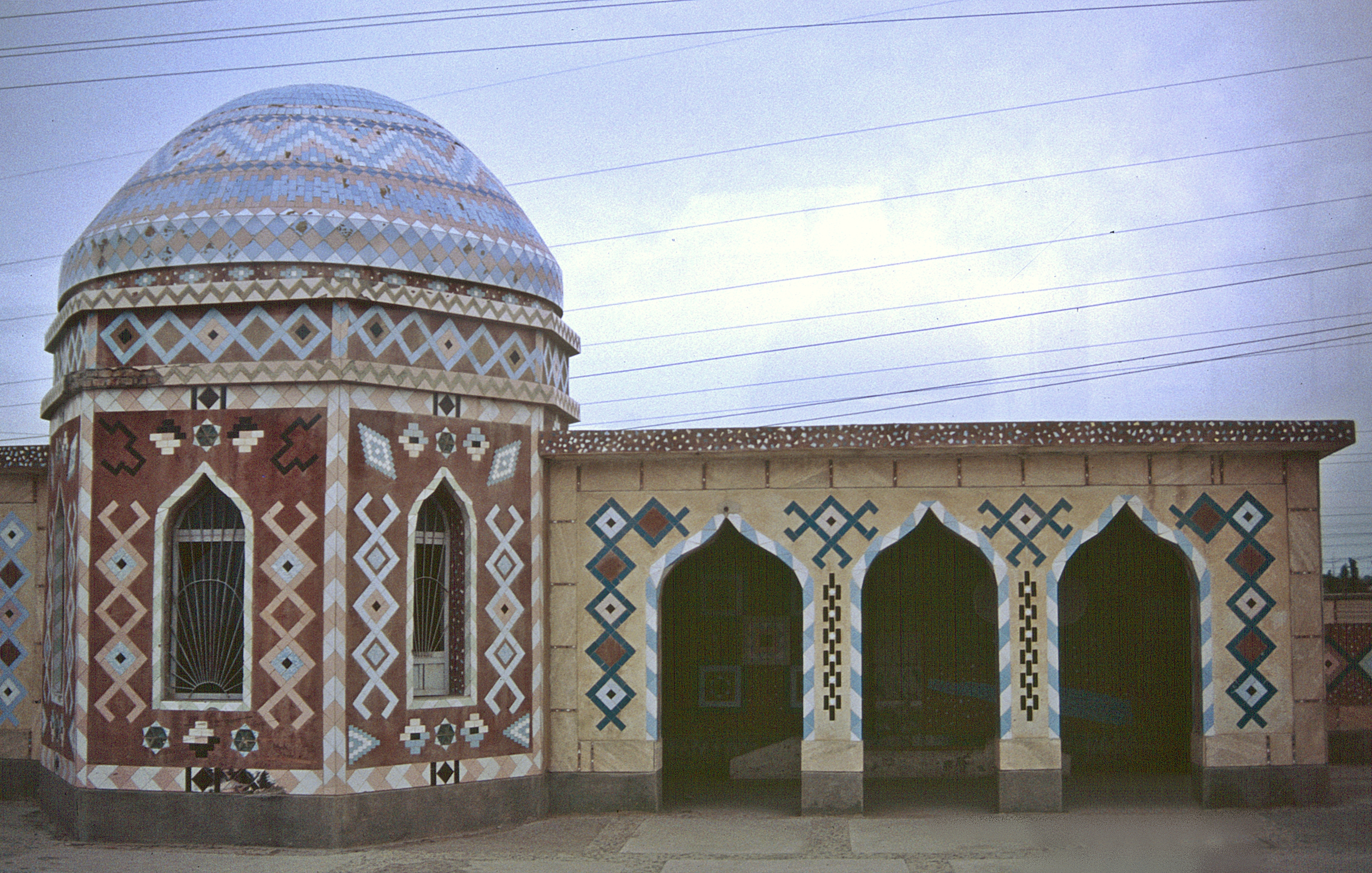
یک ایستگاه اتوبوس در مرو، ۱۹۹۲
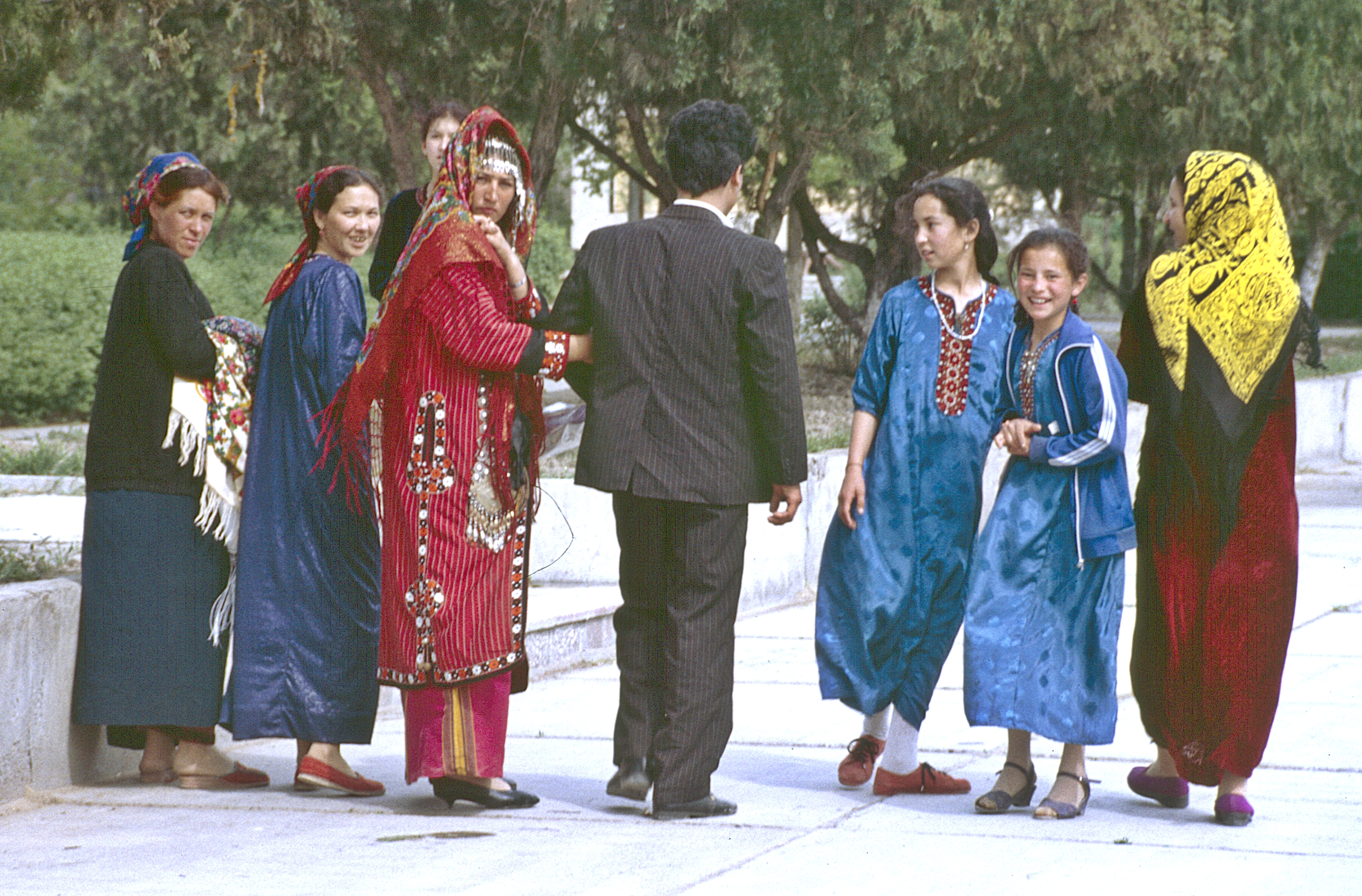
عروسی در مرو، ۱۹۹۲
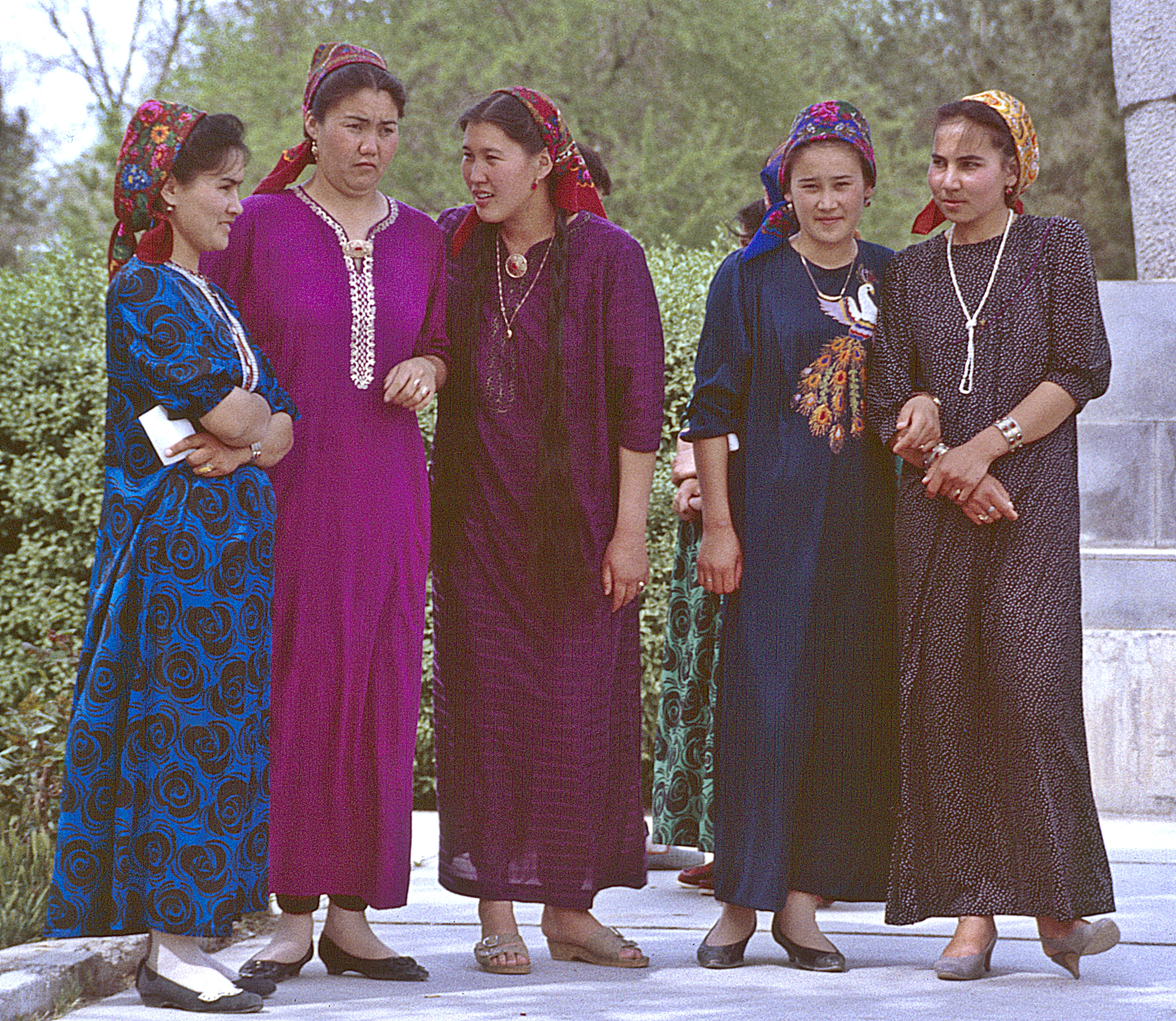
چند زن در مرو، ۱۹۹۲
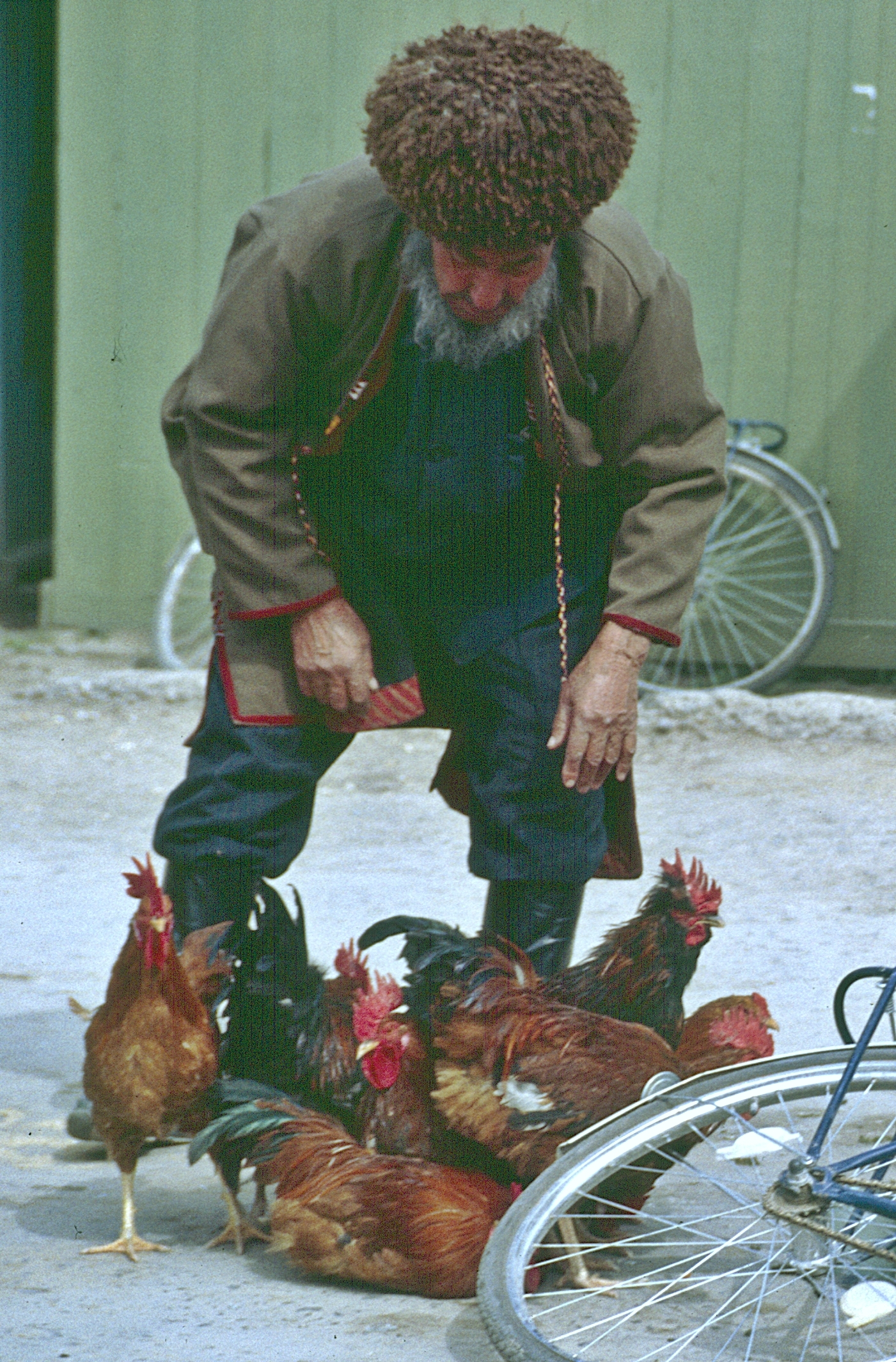
بازاری در مرو، ۱۹۹۲
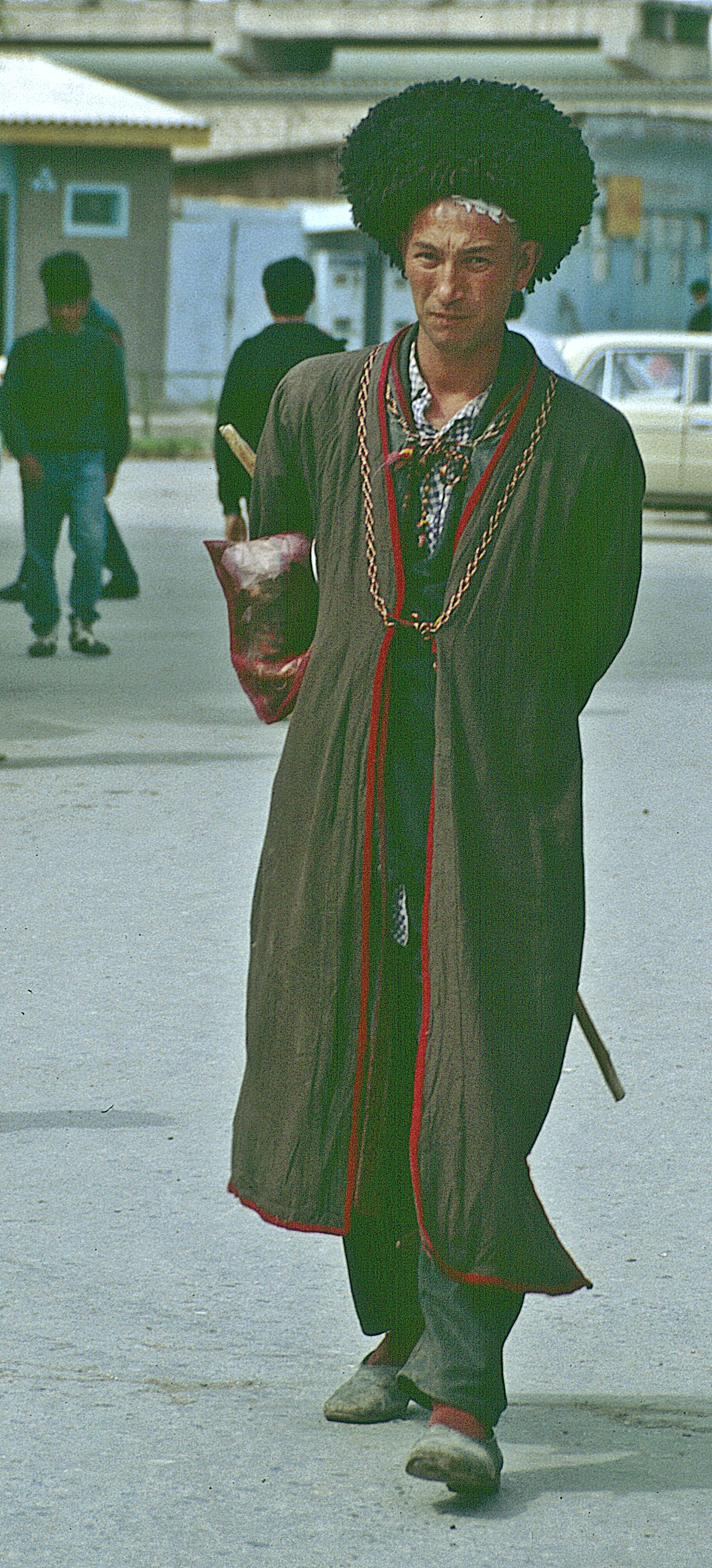
مردی در مرو، ۱۹۹۲